# Бердинських Ніна Костянтинівна
Ніна Костянтинівна Бердинських (17 серпня 1932, Данков, Данковський район, Липецька область, РРФСР — 28 січня 2008, Київ, Україна) — український медик, доктор медичних наук, професор, фахівець у галузі медичної біотехнології, лауреат Державної премії України в галузі науки і техніки.

## Життєпис
У 1949 році із золотою медаллю закінчила середню школу, після чого поступила до Другого Московського державного медичного інституту (нині Російський національний дослідницький медичний університет імені М. І. Пирогова), який закінчила у 1955 році, отримавши диплом з відзнакою. У 1955—1958 роках продовжила навчання в аспірантурі Московського інституту біологічної і медичної хімії АМН СРСР (нині Інститут біомедичної хімії імені В. М. Орєховича). Після закінчення аспірантури працювала молодшим науковим співробітником у Московському інституті ревматизму МОЗ РСФСР (нині Науково-дослідний інститут ревматології імені В. О. Насонової). З 1960 року викладала на кафедрі загальної і органічної хімії Кіровського (нині Пермського) філіалу Всесоюзного енергетичного інституту. Керувала лабораторією біофізики і хімії у Кіровському філіалі Ленінградського науково-дослідного інституту переливання крові (нині Російський науково-дослідний інститут гематології та трансфузіології, Санкт-Петербург).
У 1964 році Ніна Бердинських переїжджає до Києва та пов'язує свою професійну кар'єру з Інститутом проблем онкології АН УРСР (нині Інститут експериментальної патології, онкології і радіобіології імені Р. Є. Кавецького НАН України), в якому пропрацювала до кінця життя. У 1964—1967 роках була старшим науковим співробітником, у 1967—1977 — керівником лабораторії біохімії пухлин, у 1977—2000 — завідувачкою відділу біохімії пухлин, у 2000—2008 — провідним науковим співробітником цього наукового закладу.
У 1959 році здобула науковий ступінь кандидата медичних наук, захистивши дисертацію на тему «Електрофоретичне та імунохімічне вивчення білків нирок, сироватки крові та сечі при експериментальному нефриті і нефрозі у тварин і при деяких захворюваннях нирок у людей» (рос. «Электрофоретическое и иммунохимическое изучение белков почек, сыворотки крови и мочи при экспериментальном нефрите и нефрозе у животных и при некоторых заболеваниях почек у людей»). Науковий ступінь доктора медичних наук отримала у 1974 році, захистивши дисертацію на тему «Особливості білоксинтезуючого апарату клітин при пухлинному рості» (рос. «Особенности белоксинтезирующего аппарата клеток при опухолевом росте»). Учене звання професора здобула у 1984 році.
Ніна Бердинських померла 28 січня 2008 року, похована у Києві на Берковецькому кладовищі.

## Наукова та педагогічна діяльність
Галузі наукових інтересів: біохімія канцерогенезу і пухлинного росту; фосфоліпіди та білки внутрішньоклітинних та клітинних мембран при злоякісній трансформації клітин; розроблення нових безвідходних біотехнологій, отримання оригінальних лікарських засобів.
Їй належить вагомий внесок у дослідженні обміну поліамінів при онкологічних захворюваннях і розробка методичних рекомендацій контролю вмісту поліамінів під час діагностування та лікування таких хворих. Результати цієї наукової роботи було опубліковано в монографії «Полиамины и опухолевый рост». Упродовж 1980—2002 рр. працювала над розробленням біотехнологічного вітчизняного препарату «Церулоплазмін» для комплексної терапії хворих на рак та інші види патології (серцево-судинна, гематологічна, неврологічна, інфекційна та ін.), який до виробництва на Київському фармацевтичному підприємстві «Біофарма» і клінічного впровадження.
Має понад 200 наукових праць, у тому числі 5 авторських свідоцтв на винаходи, 9 патентів, 4 монографій.
Підготувала 14 кандидатів та 1 доктора наук.

## Громадська діяльність
Ніна Бердинських була членом проблемної комісії «Біологія і біохімія пухлинної клітини» АМН СРСР, Наукової ради з молекулярної біології НАН України, членом спеціалізованих учених рад із захисту докторських і кандидатських дисертацій при Інституті експериментальної патології, онкології і радіобіології імені Р. Є. Кавецького НАН України та при Національному медичному університеті імені О. О. Богомольця.

## Нагороди

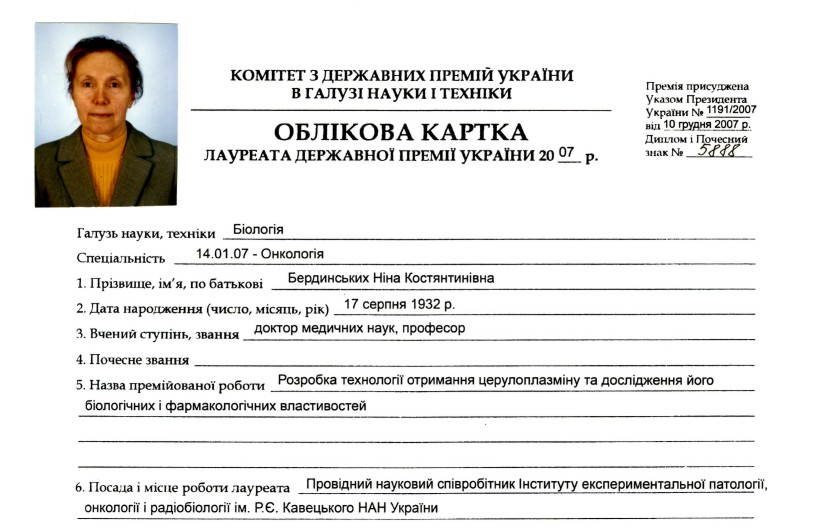
Облікова картка Лауреата Державної премії України Бердинських Ніни Костянтинівни

- Премія НАН України імені О. В. Палладіна (1988) за монографію «Поліаміни і пухлинний ріст» (спільно із Залєток Софією Петрівною)[2].
- Державна премія УРСР в галузі науки і техніки (2007) — за розробку технології отримання церулоплазміну та дослідження його біологічних і фармакологічних властивостей (спільно з Чехуном Василем Федоровичем, Шляховенком Володимиром Олексійовичем, Півнюк Валентиною Михайлівною, Лялюшко Надією Максимівною, Волощенком Юрієм Васильовичем, Курищуком Костянтином Васильовичем, Діденко Наталією Юріївною, Рядською Ларисою Семенівною і Скринником Максимом Михайловичем)[3].

## Основні праці
- Особенности белоксинтезирующего аппарата клеток при опухолевом росте (докторська дисертація). — К., 1974 (рос.)
- Фосфолипиды мембран эндоплазматического ретикулума печени в норме и на ранней стадии химического канцерогенеза // Вопр. онкологии. — 1979. — Вып. 24. — № 10 (у співавторстві) (рос.)
- Перспективи використання церулоплазміну в клінічній практиці // Вісник АН УРСР. — 1984. — № 8 (у співавторстві)
- Relationship between changes in polyamines and ribosomes in the liver of tumor-bearing organisms. Recent Progress in Polyamine Research // Acad. Press, New York. — 1985 (у співавторстві) (англ.)
- Determination of polyamine excretion in diagnosis of malignant tumors and in assessment of therapy efficaly in oncologic patients. Recent Progress in Polyamine Research // Acad. Press, New York. — 1985 (у співавторстві) (англ.)
- Полиамины и опухолевый рост: Монография. — К., 1987 (у співавторстві) (рос.)
- Ornithine decarboxylase activity and polyamine content in adenocarcinomas of human stomach and large intestine // Int. Journal of Cancer. — 1991. — Vol. 47, № 2 (у співавторстві) (англ.)
- Antioxidant and immunomodulating action of ceruloplasmin under experimental influenza infection and chronic irradiation effect // Pharmacol. Rev. Commun. — 1997. — № 9 (у співавторстві) (англ.)
- Фізико-хімічні властивості та радіозахисний ефект нової лікарської форми церулоплазміну // Укр. фармац. журн. — 1998. — № 6 (у співавторстві)
- Изменение чувствительности клеток к действию гамма-радиации под влиянием церулоплазмина // Доп. НАН України. — 1999. — № 4 (у співавторстві) (рос.)
- Застосування церулоплазміну при хіміотерапії злоякісних новоутворень в експерименті та клініці // Онкология. — 2001. — Т. 3. — № 1 (у співавторстві) (англ.)
- Ceruloplasmin: biological and pharmacological properties, its clinical experience. — Kyiv, 2003 (у співавторстві)
- Церулоплазмін: від біотехнології до клінічного застосування: Монографія. — К., 2006 (у співавторстві)